# Jacques Serena
Pour les articles homonymes, voir Serena (homonymie).
Jacques Serena, né à Vichy le 30 octobre 1950, est un écrivain français.

## Biographie
Renvoyé du lycée à seize ans, Jacques Serena vit de petits boulots durant sa jeunesse et suit des cours aux Beaux-Arts de Toulon. 
Hospitalisé à la suite d'une crise d'asthme, il s'installe à Paris où il commence à écrire.
Il soumet un manuscrit aux Éditions de minuit, qui publie son premier roman en 1989.
Le metteur en scène Jean-Louis Martinelli, qui dirige le théâtre national de Strasbourg, lui passe commande de sa première pièce, éditée en 1998,,.

## Ouvrages
- Isabelle de dos, roman (Minuit, 1989)
- Basse Ville, roman (Minuit, 1992)
- Lendemain de fête, roman (Minuit, 1993)
- Rimmel, théâtre (Minuit, 1998)
- Gouaches, théâtre (Théâtre Ouvert/Tapuscrits, 2000)
- Quart d’heures suivi de Clients, théâtre (Les Solitaires intempestifs, 2001)
- Velvette suivi de Jetée, théâtre (Les Solitaires intempestifs, 2001)
- Plus rien dire sans toi, roman (Minuit, 2002)
- L'Acrobate, roman (Minuit, 2004)
- Les Fièvreuses, avec photographies de l'auteur, coll. « La chambre d'écriture », éditions Argol, 2005  (ISBN 2915978042)
- Sous le néflier, roman (Minuit, 2007)
- Diotima, essai sur Serge Plagnol (Area, 2007)

- Elles en premier toujours (Inventaire/Invention, 2017)